# Proclitus fulvicornis
Proclitus fulvicornis là một loài tò vò trong họ Ichneumonidae.